# Statens Veterinære Institut for Virusforskning
Statens Veterinære Institut for Virusforskning er et forskningsinstitut for vira.
Instituttet var tidligere placeret på øen Lindholm i Stege Bugt mellem Sjælland og Møn. Omkring 2016 overflyttedes aktiviteterne fra DTU til KU og Statens Seruminstitut. Arbejdet med oprensning af laboratorier på Lindholm fortsætter dog.[kilde mangler]